# Leupung Ulee Alue
Leupung Ulee Alue is een bestuurslaag in het regentschap Aceh Besar van de provincie Atjeh, Indonesië. Leupung Ulee Alue telt 310 inwoners (volkstelling 2010).